# Nansen Sound
Nansen Sound är ett sund i Kanada.   Det ligger i territoriet Nunavut, i den norra delen av landet, 4 000 km norr om huvudstaden Ottawa.